# Biagio Ortoleva
Biagio Ortoleva (Corleone, 4 giugno? 1752 – Corleone, 30 giugno 1798) è stato un religioso e poeta italiano, studioso dei classici latini e greci.

## Biografia
Figlio di Giovanni Ortoleva e Claudia Randisi, la sua famiglia era nota per aver dato i natali a diversi religiosi: don Antonio, padre Giovanni Francesco (morto nel 1744) e don Natale (morto nel 1776).  Fin da piccolo fu mandato a studiare presso il seminario di Monreale. Era uno dei migliori alunni del tempo e, secondo le sue leggi, aveva superato un durissimo esame selettivo alla presenza dell'arcivescovo Mons. Testa. Sin da subito si mostrò attratto dai classici greci e latini e quasi sicuramente fu sicuramente discepolo del Murena. Completati gli studi, tornò a Corleone per celebrare la sua prima messa (tra il natale del 1774 e il gennaio del 1775). Visse a Corleone fino alla sua morte.
La sua vita si può dividere in due fasi: la prima che è quella dei carmi e degli studi classici (circa 25 anni) e la seconda che è quella da religioso (circa 24 anni).

## Poeta arcadico
Nella sua fase di studioso di classici greci e latini, si distinse durante un dibattito sostenuto pubblicamente con diversi studiosi del tempo fra cui lo Spedalieri, un altro corleonese Gaetano Berlingheri e il monrealese Saverio Guardi sulla grazia. Le loro tesi furono respinte dal revisore di Palermo ma approvate a Roma dove furono stampate dalla tipografia Pallade. La tesi principalmente contrastata era quella delle due maniere di beatitudine, una naturale (indirizzata a coloro che "di buona fede e con ignoranza invincibile non altra religione abbracciano che la naturale e ai dettami di questa le loro azioni compongono") e una soprannaturale.  Grande compositore di poesie, traeva ispirazione dai principali autori latini: da Catullo a Seneca, da Virgilio a Tibullo e Ovidio e agli umanisti quali Flaminio. La sua produzione poetica è andata quasi tutta perduta. Di essa agli inizi del Novecento rimaneva soltanto una raccolta di componimenti e poesie frammentante: il Liber. Il Liber, pervenuto nelle mani di don Giovanni Colletto, conteneva circa duemila versi di difficile lettura sia per il pessimo stato di conservazione che per la grafia e le abbreviazioni che l'Ortoleva era solito usare. Dopo la sua morte il Liber fu quasi sicuramente conservato all'interno della biblioteca comunale di Corleone ma per via del frequente cambiamento di sede, di esso non si hanno più tracce.
Il Liber si apriva con un Carmen in Caesarem secundum civile bellum parantem. L'argomento delle poesie era principalmente attinto dalla storia romana: la morte di Catone, di Pompeo, Ulisse e Polifemo, la distruzione di Cartagine nonché argomenti a sfondo religioso come in Lacrime di San Pietro, Vox in Roma audita est sulla strage degli innocenti. Il soggetto della natività compare poi in ben quattro carmi che tutti si appuntano però su un fulcro diverso. È un motivo molto amato dall'Ortoleva perché concilia ed amalgama i dettami estetici dell'Arcadia (il mondo bucolico dei pastori, l'amore per il semplice) con il mistero dell'incarnazione.

## Vita religiosa
Da religioso fu inizialmente cappellano dell'orfanotrofio e il 30 luglio 1791 fu eletto canonico della chiesa madre. Egli si dedicò ad un'opera intensa di amore verso i poveri, cui spesso donava la sua stessa biancheria che spariva da i cassetti tra i rimproveri della sorella.  Inoltre, egli tormentava il suo corpo con cilizi che conservano ancora i suoi eredi. Godeva di fama di dotto, certamente come oratore sacro, e di santo, tanto che alla sua morte non fu raro il caso di donne che andavo a inginocchiarsi dinanzi alla sua sepoltura ai Cappuccini di Corleone, invocandolo nelle preghiere.